# Grand Prix ISU juniores in Slovacchia
Il Grand Prix ISU juniores in Slovacchia è una competizione internazionale di pattinaggio di figura. Si tiene in autunno e fa parte del circuito Grand Prix ISU juniores di pattinaggio di figura. Le medaglie sono assegnate nelle discipline del singolo maschile, singolo femminile, coppie e danza su ghiaccio.

## Vincitori

### Singolo maschile
| Anno | Luogo           | Oro                | Argento          | Bronzo              |
| 1997 | Banská Bystrica | Ivan Dinev         | Pavel Kersha     | Juraj Sviatko       |
| 1998 | Banská Bystrica | Johnny Weir        | Lukáš Rakowski   | Matthew Davies      |
| 2002 | Bratislava      | Alexander Shubin   | Nobunari Oda     | Yannick Ponsero     |
| 2003 | Bratislava      | Andrei Griazev     | Nobunari Oda     | Christopher Mabee   |
| 2005 | Bratislava      | Alexander Uspenski | Stephen Carriere | Philipp Tischendorf |
| 2013 | Košice          | Keiji Tanaka       | Zhang He         | Mikhail Kolyada     |
| 2015 | Bratislava      | Roman Sadovsky     | Vincent Zhou     | Denis Margalik      |
| 2018 | Bratislava      | Daniel Grassl      | Mitsuki Sumoto   | Stephen Gogolev     |

### Singolo femminile
| Anno | Luogo           | Oro                | Argento            | Bronzo               |
| 1997 | Banská Bystrica | Viktorija Volčkova | Amber Corwin       | Erin Pearl           |
| 1998 | Banská Bystrica | Viktorija Volčkova | Tamara Dorofejev   | Erin Pearl           |
| 2002 | Bratislava      | Lina Johansson     | Alissa Czisny      | Natalie Mecher       |
| 2003 | Bratislava      | Mai Asada          | Katy Taylor        | Olga Naidenova       |
| 2005 | Bratislava      | Yuna Kim           | Aki Sawada         | Elene Gedevanishvili |
| 2013 | Košice          | Karen Chen         | Alexandra Proklova | Riona Kato           |
| 2015 | Bratislava      | Polina Tsurskaya   | Mai Mihara         | Vivian Le            |

### Coppie
| Anno | Luogo           | Oro                                     | Argento                                   | Bronzo                              |
| 1997 | Banská Bystrica | Viktoria Maxiuta / Vladislav Zhovnirski | Sabrina Lefrançois / Nicolas Osseland     | Carissa Guild / Andrew Muldoon      |
| 1998 | Banská Bystrica | Laura Handy / Paul Binnebose            | Jacinth Lariviere / Lenny Faustino        | Svetlana Nikolaeva / Alexei Sokolov |
| 2002 | Bratislava      | Julia Karbovskaya / Sergei Slavnov      | Chantal Poirier / Jesse Sturdy            | Tiffany Vise / Laureano Ibarra      |
| 2003 | Bratislava      | Tatiana Kokoreva / Egor Golovkin        | Anastasija Kuz'mina / Stanislav Evdokimov | Amy Howerton / Steven Pottenger     |
| 2005 | Bratislava      | Mariel Miller / Rockne Brubaker         | Valeria Simakova / Anton Tokarev          | Theresa Mailling / Dominique Welsh  |
| 2013 | Košice          | Maria Vigalova / Egor Zakroev           | Lina Fedorova / Maxim Miroshkin           | Oksana Nagalati / Maxim Bobrov      |

### Danza su ghiaccio
| Anno | Luogo           | Oro                                    | Argento                             | Bronzo                               |
| 1997 | Banská Bystrica | Flavia Ottaviani / Massimo Scali       | Olga Pogosian / Alexander Kirsanov  | Olga Kudym / Anton Tereschenko       |
| 1998 | Banská Bystrica | Natalia Romaniuta / Daniil Barantsev   | Kristina Kobaladze / Oleg Voiko     | Jill Vernekohl / Jan Luggenhoelscher |
| 2002 | Bratislava      | Elena Romanovskaya / Alexander Grachev | Anna Zadorozhniuk / Sergei Verbillo | Siobhan Karam / Joshua McGrath       |
| 2003 | Bratislava      | Elena Romanovskaya / Alexander Grachev | Anna Zadorozhniuk / Sergei Verbillo | Morgan Matthews / Maxim Zavozin      |
| 2005 | Bratislava      | Natalia Mikhailova / Arkadi Sergeev    | Anna Cappellini / Luca Lanotte      | Trina Pratt / Todd Gilles            |
| 2013 | Košice          | Anna Yanovskaya / Sergey Mozgov        | Rachel Parsons / Michael Parsons    | Holly Moore / Daniel Klaber          |
| 2015 | Bratislava      | Rachel Parsons / Michael Parsons       | Alla Loboda / Pavel Drozd           | Sofia Shevchenko / Igor Eremenko     |